# Markus Raetz
Markus Raetz (Berna, 6 de junho de 1941 – Berna, 14 de abril de 2020) foi um escultor suiço contemporâneo. 

## Biografia
Sua primeira exposição ocorreu em 1966 na Suiça, sendo seguida por exposições na Holanda, Alemanha, Londres, Amsterdã e Estados Unidos.
Markus realizava um trabalho de escultura conceitual, utilizando-se de diversos materiais, como folhas, fios, madeira,ferro fundido. Suas obras apresentam-se de forma diferente sob os possíveis pontos de vista assumidos pelo apreciador das esculturas. Um aparente fio retorcido, ao movimentar-se ao vento ou diante do movimento de quem o observa transforma-se numa face que pode assumir diferentes expressões.
O artista expôs na Bienal de Veneza em 1988. e na Bienal de São Paulo em 1998.

## Morte
Morreu no dia 14 de abril de 2020, em Berna, aos 78 anos.